# Новые Бюрженеры
Но́вые Бюржене́ры (чув. Пӗршенер, Кивӗ Пӗршенер, Ҫӗнӗ Пӗршенер) — деревня в Канашском районе Чувашской Республики. Входит в состав Новоурюмовского сельского поселения.

## География
Находится в центральной части Чувашии, на расстоянии приблизительно 13 км по прямой на юг от районного центра города Канаш.

## История
Известна с 1795 года, когда здесь было учтено 20 дворов и 103 жителя. В 1858 году было учтено 283 жителя, в 1897—429, в 1926—111 дворов, 547 жителей, в 1939—645 жителей, в 1979—544. В 2002 году было 131 двор, в 2010—113 домохозяйств. В 1931 году был образован колхоз «Соревнование», в 2010 году действовал СХПК «Путь Ленина».

## Население
Постоянное население составляло 356 человек (чуваши 100 %) в 2002 году, 387 в 2010.